# Faro La Marina
Der Faro La Marina ist ein Leuchtturm (spanisch Faro) in Miraflores, einem Stadtbezirk von Lima in Peru.

## Geschichte
Der 22 Meter hohe eiserne Turm wurde 1900 zunächst auf Punta Coles, einer Landspitze südlich von Ilo, errichtet. 1973 wurde er demontiert und auf der Steilküste von Miraflores wieder aufgebaut und in Betrieb genommen. Das Leuchtfeuer hat eine Feuerhöhe von 108 m und zeigt als Kennung eine Gruppe von drei Blitzen mit einer Wiederkehr von 15 Sekunden (Fl(3)W.15s). Der Faro La Marina ist zusätzlich mit dem Automatic Identification System (AIS) ausgerüstet.
Der dunkelblau mit zwei weißen Bändern gestrichene Leuchtturm ist der populärste und meistbesuchte in Peru.